# لونا بيتونيا
لونا بيتونيا أو بتونيا (بالإنجليزية: Luna Petunia)‏ هو مسلسل رسوم متحركة تلفزيوني كندي أمريكي أنتجته شركة سيرك دو سوليه مع مجموعة سابان كابيتال واستوديو برين باور. تم عرض المسلسل لأول مرة على نتفلكس في 9 ديسمبر 2016. ويسرد مغامرات فتاة صغيرة تدعى لونا بيتونيا تلعب في أرض الأحلام حيث تتعلم كيفية جعل المستحيل ممكنًا. وتدخل الفتاة المرحة «لونا بيتونيا» عالم «أمازيا» المدهش بمساعدة صندوق الألعاب السحري، لتخوض مغامرات شيقة وتتعرف على أصدقاء وأشياء جديدة. تم إصدار الموسم الثاني في 7 يوليو 2017. وتم إصدار الموسم الثالث في 17 نوفمبر 2017.

## روابط خارجية
- لونا بيتونيا على موقع IMDb (الإنجليزية)
- لونا بيتونيا على موقع نتفليكس (الإنجليزية)
- لونا بيتونيا على موقع فيلمافينيتي (الإسبانية)
- لونا بيتونيا على موقع كينوبويسك (الروسية)
- لونا بيتونيا على موقع ألو سيني (الفرنسية)
- لونا بيتونيا على موقع قاعدة بيانات الفيلم (الإنجليزية)

لونا بيتونيا  في قاعدة بيانات الأفلام على الإنترنت (بالإنجليزية)